# Брунн (Мекленбург)
Брунн (нем. Brunn) — община в Германии, в земле Мекленбург-Передняя Померания.
Входит в состав района Мекленбург-Штрелиц. Подчиняется управлению Неферин. Население составляет 1115 человек (на 31 декабря 2010 года). Занимает площадь 47,68 км².